# 謝嘉宜
謝嘉宜（義大利語：Silvia Chiayi Hsieh，1980年10月23日—），生於台灣台北市，擁有中華民國與義大利雙重國籍，為義大利節目主持人。

## 生平
出生於台北，1984年隨其家庭移民至義大利。她有兩個哥哥，其母夏漢瑩女士是現任中華民國歐洲僑務委員暨台商會長。
2001年起，開始在義大利電視節目中擔任主持人。2006年，畢業於米蘭的博科尼大学。

## 家庭
2008年7月6日，與年轻三岁的足球員亞歷山德羅·狄亞曼提於錫耶納結婚。婚後育有兩個女兒，Aileen與Olivia。